# Турышева, Елена Леонидовна
Елена Леонидовна Турышева (род. 29 января 1986, Свердловск) — российская лыжница, мастер спорта, специализируется в спринте. Лучший результат на этапах Кубка мира — восьмое место на домашнем этапе в Рыбинске сезоне 2009/10. Жена лыжника Сергея Турышева. Учится в Сургутском государственном университете.